# Бориспільська міська територіальна громада
Бориспільська міська територіальна громада — територіальна громада в Україні, в Бориспільському районі Київської області. Адміністративний центр — місто Бориспіль.
Площа громади — 528,07 км², населення — 79 158 осіб (2020).
Утворена 12 червня 2020 року шляхом об'єднання Бориспільської міської ради обласного значення та Глибоцької, Іванківської, Кучаківської, Любарецької, Рогозівської, Сеньківської сільських рад Бориспільського району.

## Населені пункти
У складі громади 1 місто (Бориспіль) і 18 сіл:
- Андріївка
- Артемівка
- Велика Стариця
- Глибоке
- Горобіївка
- Городище
- Григорівка
- Іванків
- Кириївщина
- Кучаків
- Лебедин
- Любарці
- Мала Стариця
- Перегуди
- Рогозів
- Сеньківка
- Сулимівка
- Тарасівка

## Старостинські округи
- Глибоцький
- Іванківський
- Кучаківський
- Любарецький
- Рогозівський
- Сеньківський

## Населення

### Мова
Розподіл населення населених пунктів громади за рідною мовою за даними перепису 2001 року:
| Мова            | Чисельність, осіб | Відсоток |
| --------------- | ----------------- | -------- |
| Українська      | 64 557            | 90,55%   |
| Російська       | 6 401             | 8,98%    |
| Білоруська      | 137               | 0,19%    |
| Вірменська      | 45                | 0,06%    |
| Румунська       | 30                | 0,04%    |
| Ромська         | 18                | 0,03%    |
| Болгарська      | 11                | 0,02%    |
| Інші/Не вказали | 96                | 0,13%    |
| Разом           | 71 295            | 100%     |